# パール (芸能事務所)
株式会社パール (英: Pearl Co.,Ltd.) は、2003年2月設立のモデル・タレントを中心に展開する芸能事務所。ケイダッシュの関連会社である。

## 概要
- サイバーエージェントと組んでアメーバブログに所属タレントで押切もえらの公式ブログPureBlogを開始した。

## 所属タレント
2024年6月現在
- 押切もえ
- 蛯原友里
- トラウデン直美
- 渡辺知夏子
- 坂本澪香
- 宮部のぞみ
- トラウデン都仁
- 鈴木日彩
- 渡辺怜亜
- 菜那セシル
- 宇江美沙希
- 大沢友里江
- オーロークサブリナ桜子

## 過去の所属者
- 諸岡愛美
- 堀内葉子
- 萩野藍子
- 青柳美咲
- 松崎瑠里
- 縄田智子
- 大塚真由理
- 池野裕実
- 櫻井花子
- 長谷川愛里
- 小森澪菜
- 鶴田麻里子
- 渕上彩夏
- 新城愛理
- 宮崎麗香
- 横山晴奈
- 鳥澤奈央
- 渡辺舞
- 牧田麻耶
- マヤ・ヘイゼン
- アンナ・ケイ
- 石松もなみ
- 坂口莉果子
- 内木志
- 中台泉美
- 小川ももえ
- 阪井あゆみ
- 辻友里
- 櫻井貴史
- 安藤龍
- 吉田愛李
- 三浦葵
- 宮﨑清伽
- 山崎紗菜
- 清水真実
- ロジャース里奈
- 東野佑美
- 中島亜莉沙
- LISA
- 青野楓
- 本多末奈
- 美桜
- 澤宥紀
- ウィッキー琴美
- 梶谷桃子
- 張本芽生
- 小嶋グラディス
- 大竹さくら
- 石橋怜
- 高階麻衣
- レイモンド愛華
- 石川理咲子
- 近藤しづか
- 安座間美優
- 里海
- 清水麻波菜
- 鈴木英玲菜
- 舞川あいく

## 関連会社
- ケイダッシュ
- パールダッシュ
- エスダッシュ
- 田辺音楽出版
- ケイダッシュステージ
- アワーソングス
- アワーソングスクリエイティブ
- ピーチ